# Moosachat
Moosachat (auch Mokkastein genannt) ist ein Schmuckstein, der aus Siliciumdioxid besteht. Es handelt sich um eine Untervarietät von Chalcedon, die grüne Minerale enthält, geformt in Filamenten und anderen moosartigen Strukturen. Dieses Aussehen erinnert manchmal sogar an Blauschimmelkäse. Der restliche Bereich ist ein klarer oder milchweißer Quarz, und die Mineralien des Steins sind hauptsächlich Oxide aus Mangan oder Eisen. Es ist keine echte Form von Achat, da es Moosachaten normalerweise an der Streifenbildung fehlt. Moosachat ist die weiße Form mit grünen Einschlüssen, die an Moos erinnert, die an vielen Teilen des Steins vorkommen. Diese Farben entstehen durch Mengen an Metallen wie Chrom oder Eisen, die eine Verunreinigung an dem Moosachat verursachen. Diese Metalle können in verschiedenen Farben auftreten, je nach ihrer Wertigkeit. 
Trotz seines Namens und Aussehens enthält der Moosachat keine organische Materie, sondern wird in der Regel eher aus verwitterten vulkanischen Gesteinen gebildet.
Der Montana-Moosachat ist eine weitere Art des Achats, der in Ablagerungen des Yellowstone Rivers und seiner Nebenflüsse zwischen Sidney und Billings (Montana) gefunden wird. Der Achat wurde ursprünglich im Yellowstone National Park in Wyoming als Ergebnis vulkanischer Aktivität gebildet. Im Montana-Moosachat ist die rote Farbe das Ergebnis aus Eisenoxid und die schwarze Farbe das Ergebnis von Manganoxid.

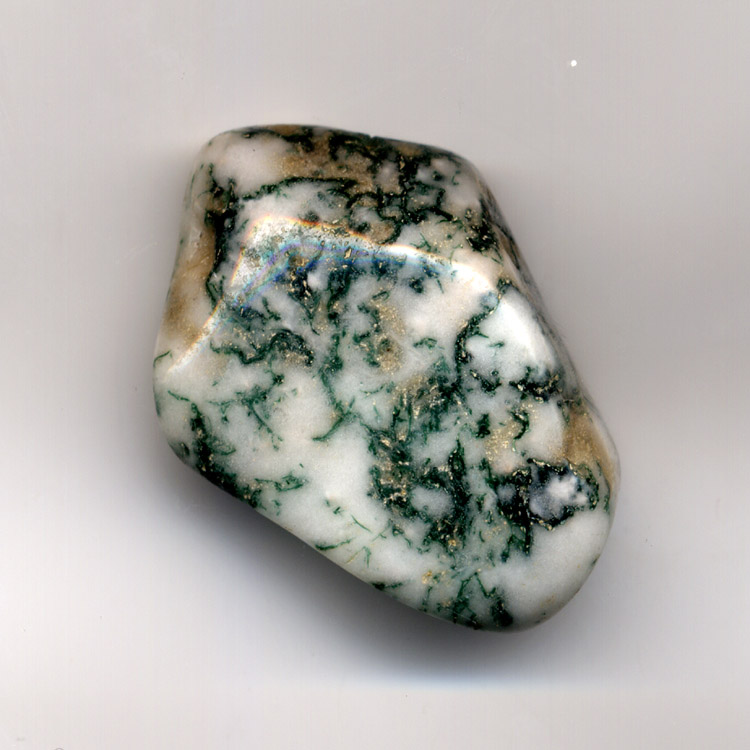
Moosachat-Kiesel (Länge 25 mm)
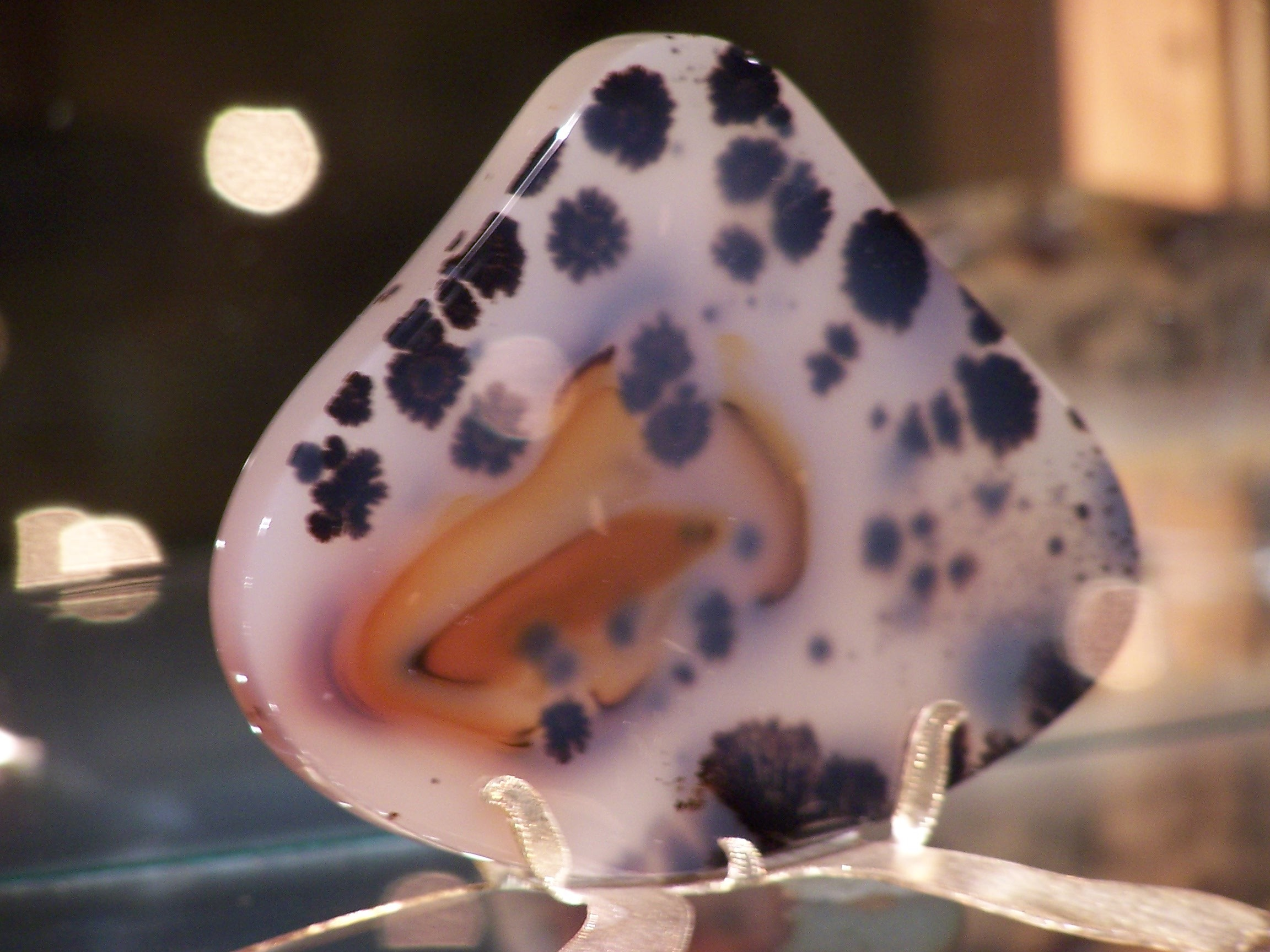
Montana-Moosachat
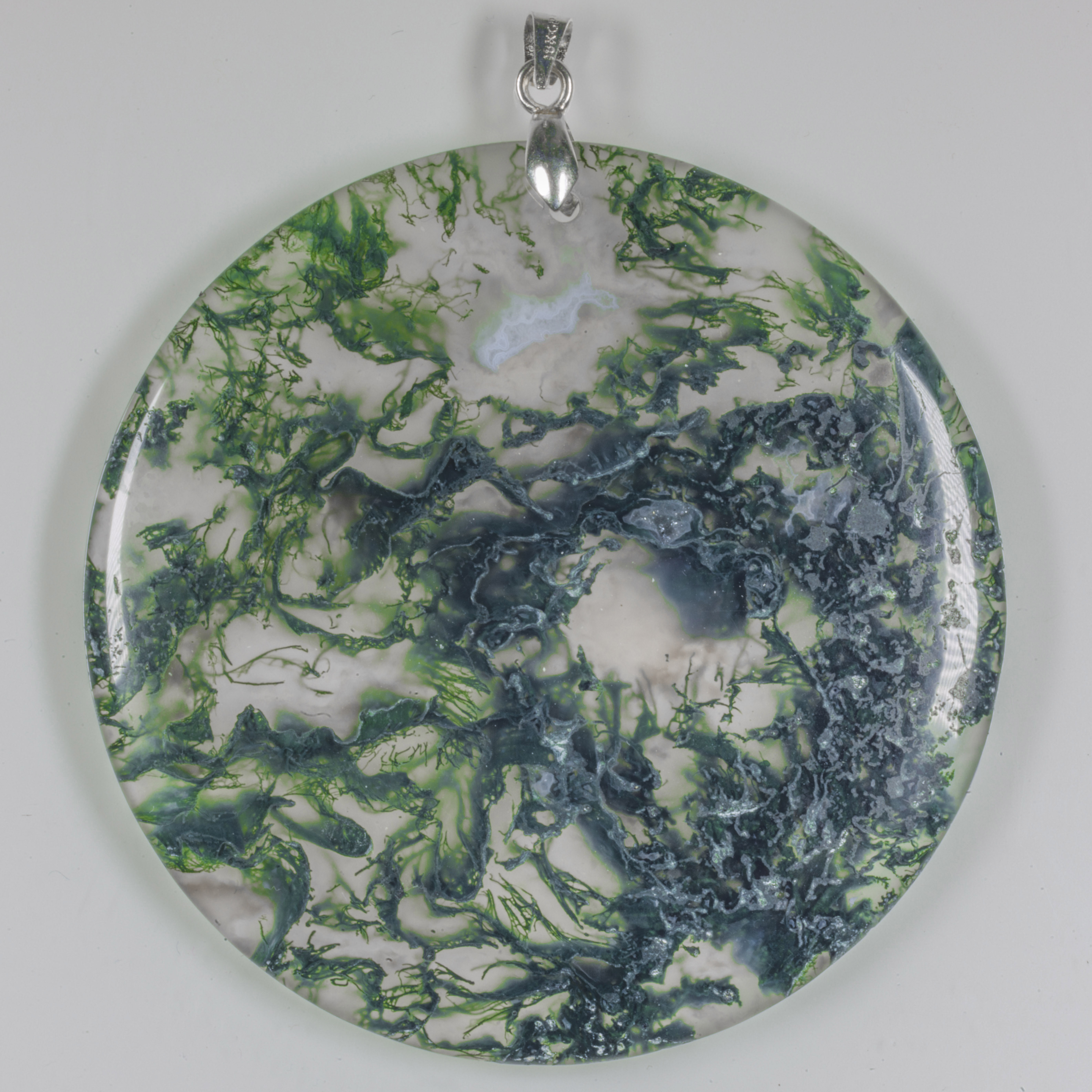
Moosachat-Anhänger